# Jan (Automarke)
Jan war eine dänische Automarke.

## Unternehmensgeschichte
Das Unternehmen von Jan Hagemeister aus Kopenhagen begann 1915 mit der Produktion von Automobilen. 1918 wurde die Produktion nach 50 hergestellten Exemplaren eingestellt. 1917 schlossen sich Anglo-Dane, Jan und Thrige zur De forenede Automobilfabriker zusammen, um bis 1945 Lastkraftwagen unter dem Namen Triangel anzubieten.

## Fahrzeuge
Das einzige Modell war mit einem Vierzylindermotor, einem Vergaser von Zenith und einem Dreiganggetriebe ausgestattet. Es gab die Karosserieformen Limousine, Torpedo und Lieferwagen. Das Fahrzeug wog etwa 900 Kilogramm.